# Тукан (сазвежђе)
Тукан (лат. Tucana) је једно од 88 савремених сазвежђа, припада јужној хемисфери. Дефинисао га је холандски астроном Петар Планције у 16. веку а први пут се појавило у атласу звезда Јохана Бајера „Уранометрија“ 1603. године. Сазвежђе је названо по истоименој птици из Јужне Америке.

## Звезде
Најсјајнија звезда овог сазвежђа је алфа Тукана, бинарни систем чија је примарна компонента наранџасти џин, док пратилац није директно уочен. Магнитуде је 2,86 а од Сунца је удаљена приближно 199 светлосних година.
Друга по магнитуди (3,99) је гама Тукана, жутобели џин удаљен око 71,8 светлосних година од Сунца.
Зета Тукана се налази на око 28 светлосних година од Сунца и члан је Покретне групе Великог медведа. Мање је масе од Сунца, али луминознија од њега. На Х-Р дијаграму је на главном низу а класе је F. Магнитуде је 4,23.
Бета Тукана је систем од 6 звезда, а две најсјајније имају своје Бајерове ознаке — бета-1 и бета-2. Систем је удаљен од Сунца приближно 140 светлосних година.

## Објекти дубоког неба
У Тукану се налази Мали Магеланов облак — галаксија-сателит Млечног пута, 7.000 светлосних година у пречнику. У Малом Магелановом облаку се налази отворено звездано јато NGC 346 у коме се интензивно формирају звезде. NGC 346 је од Сунца удаљен приближно 210.000 светлосних година.
NGC 104 (носи и ознаку 47 Тукана) је друго најсјајније глобулано јато на небу. Од Сунца је удаљено 16.700 светлосних година и има око 120 светлосних година у пречнику. Открио га је у 18. веку француски астроном Никола Луј де Лакај. Језгро јата је густо насељено са најмање 22 пулсара периода ротације испод 10 милисекунди и најмање 21 плавим стреглером (звезде плавље и топлије од осталих у јату исте луминозности, за које се претпоставља да су настале спајањем две или више звезда).
Патуљаста галаксија Тукан је још један члан Локалне групе. Од Сунца је удаљена 3,2 милиона светлосних година.
- Мали и Велики Магеланов облак
- Глобуларно јато
- патуљаста галаксија Тукан
- Отворено звездано јато